# Little Women (musical)
Little Women is een Broadway-musical uit 2005 met een script van Allan Knee, liedteksten door Mindi Dickstein en muziek door Jason Howland. In Nederland is de musical tot dec. 2023 nog nooit als professionele productie uitgevoerd. Het lied Astonishing uit de musical is in Nederland enigszins bekend omdat het in 2007 door Marjolein Teepen ten gehore werd gebracht gedurende de halve finale van Op zoek naar Evita en in 2009 in Vlaanderen door Deborah De Ridder tijdens de finale van Op zoek naar Maria.

## Oorsprong
Little Women is gebaseerd op Louisa May Alcotts klassieke en semi-autobiografische roman met dezelfde titel uit 1869, in Nederland beter bekend onder de titel Onder Moeders Vleugels. Het gaat over de jonge jaren van de vier March-zusters, onder de hoede van hun moeder Marmee. De jeugdjaren spelen zich af in Concord (Massachusetts), de vader dient in het leger gedurende de Amerikaanse Burgeroorlog.

## Producties

### Broadway
Na 55 try-outs is de Broadwayproductie op 23 januari 2005 in première gegaan. Na 137 voorstellingen viel het doek voor deze productie op 22 mei van hetzelfde jaar.
De cast bestond uit Sutton Foster als Jo, Maureen McGovern als Marmee, Janet Carroll, Jenny Powers, Megan McGinnis, Amy McAlexander, Danny Gurwin, Autumn Hurlburt en John Hickok.
Van deze productie is een in de studio opgenomen castalbum verschenen, met alle hieronder genoemde liedjes (label: Ghostlight 4405-2).
De productie is vanaf augustus 2005 tot en met juli 2006 door de Verenigde Staten gaan toeren, met McGovern opnieuw als Marmee, echter met Kate Fisher als Jo.

### Londen
- In 2004 verscheen een cd van een Engelse versie van Little Women, die echter een eigen bewerking vormt van Alcotts roman.
- Van 20 tot en met 23 februari 2008 is een Engelse versie, gebaseerd op de Broadwayversie, te zien geweest in het Kenneth More Theatre in Londen met Melanie Bright als Jo.

### Nederlandstalige producties
- In maart/april 2009 is een uitvoering van deze musical te zien geweest in het Belgische Leuven onder regie van Kristel Lamerichs, de eerste uitvoering in het Nederlandse taalgebied.
- In april 2010 werd onder de titel Onder Moeders Vleugels in het M-Lab een eigen bewerking van Alcotts roman opgevoerd.
- In maart 2011 werd de musical opgevoerd door Theater KRAK in'De Roos' in Glabbeek, en later dat jaar in CC 'De Kruisboog' in Tienen.
- In november 2013 is de musical te zien geweest in Lier (België).
- In Nederland (Nederlandse première) zal de productie te zien zijn in Amsterdam (Theater DeLaMar West) in december 2023 en januari 2024.

## Liedjes
Eerste akte
1. Overture
2. An Operatic Tragedy - Jo, Clarissa, Braxton, Rodrigo
3. Better - Jo
4. Our Finest Dreams - Jo, Beth, Amy en Meg
5. Here Alone - Marmee
6. Could You? - Aunt March en Jo
7. I'd Be Delighted - Marmee, Meg, Beth en Jo
8. Take a Chance on Me - Laurie
9. Off to Massachusetts- Beth en Mr. Laurence
10. Five Forever- Jo, Beth, Meg, Amy en Laurie
11. More Than I Am - Mr. Brooks en Meg
12. Astonishing - Jo

Tweede akte
1. The Weekly Volcano Press - Jo en ensemble
2. How I Am - Professor Bhaer
3. Some Things Are Meant to Be - Beth en Jo
4. The Most Amazing Thing - Amy en Laurie
5. Days of Plenty - Marmee
6. The Fire Within Me - Jo
7. Small Umbrella in the Rain - Jo en Professor Bhaer
8. Sometimes When You Dream - Jo

## Verhaal

### Eerste akte
De 19-jarige jonge vrouw en hoofdpersoon Jo March verhuist van Concord naar een pension in New York in 1866 om te gaan werken als gouvernante, alhoewel het haar droom is om door te breken als thrillerschrijfster. Ze leest haar verhalen voor aan professor Bhaer (2), een van de logees in het pension, maar die denkt dat ze veel beter kan. Dit vindt ze niet leuk en ze vraagt zich af of ze niet beter was in haar jongere jaren (3). Hierdoor komen haar herinneringen tot leven.
In terugblikken keert Jo terug naar diverse momenten in haar jeugd, om te beginnen naar de zolder van haar ouderlijk huis, twee jaar eerder. Jo en haar drie zusters bereiden hier een door Jo geschreven toneelstuk voor dat rond Kerstmis uitgevoerd moet worden. Er is geen geld voor een kerstboom, misschien wel in de toekomst als Jo een succesvol schrijfster wordt (4). Hun moeder Marmee komt thuis met een brief van hun vader, die dient in het Amerikaanse leger. In een lied schrijft ze een antwoord dat het moeilijk is te verbergen hoe alleen ze zich voelt zonder haar man om haar heen (5). Om toch een gezellig kerstfeest te hebben zaagt Jo een spar om in de tuin van de buurman Mr. Laurence en neemt die mee naar huis. Deze actie blijft niet ongestraft en Jo moet hout hakken voor Mr. Laurence.
De jongensachtige Jo schuwt het avontuur niet en wil de wereld zien. Om de familie te ondersteunen gaat ze haar tante (Aunt March) helpen en ze verwacht door haar uiteindelijk meegenomen te worden naar Europa, maar zij wil haar alleen meenemen als ze zich wat meer als een dame gedraagt. Aunt March vraagt zich af of ze dat kan (6). Jo ontmoet de kleinzoon van Mr Laurence, Laurie, die bij hem komt logeren. De oudste zus Margaret (Meg) en Jo gaan, aangemoedigd door Marmee (7) naar het Valentijnsbal met Laurie en zijn mentor John Brooke en tussen Jo en Laurie enerzijds (8) en Meg en John ontstaat vriendschap, alhoewel Mr. Laurence eigenlijk niet wil dat zijn kleinzoon met de Marches omgaat. Het pianospel van de een na jongste zuster Beth laat het ijs ten slotte breken tussen Mr. Laurence en de Marches (9). Laurie ziet meer in Jo, maar zij ziet Laurie echter als broer (10).
Jo’s leven wordt minder leuk als eerst Marmee bericht krijgt dat haar man in Washington in het ziekenhuis ligt. Marmee wil daar graag heen en dat lukt pas als Jo besluit haar haar te verkopen. Vervolgens verliest ze Meg aan John die Meg een aanzoek doet dat ze accepteert (11). Laurie op zijn beurt verklaart Jo de liefde maar zij wijst hem af, dit is te veel voor haar op dit moment. Enerzijds wil ze zichzelf ontdekken en ontwikkelen, anderzijds is ze onzeker over het nieuwe leven zonder haar familie (12).

### Tweede akte
Terug in het heden viert Jo samen met professor Bhaer en zijn werkgeefster Mrs. Kirk dat haar eerste, op aandringen van Bhaer sterk verbeterde werk is uitgegeven (1). Het geld dat ze hiermee verdient wordt uitgegeven aan een trip naar Cape Cod om daarmee de laatste wens van de doodzieke aan roodvonk lijdende Beth in te willigen (3). Dit schrijft ze ook aan Bhaer die zich realiseert hoeveel hij om Jo geeft (2). Ondertussen is Laurie, vanwege de afwijzing naar Europa vertrokken en ontmoet daar Amy, die met Aunt March naar Europa is vertrokken. Zij worden verliefd en keren weer terug naar Concord vanwege hun doodzieke zus, maar arriveren te laat. Ook Aunt March geeft aan niet lang meer te leven te hebben en schenkt haar huis aan Jo en vraagt haar er een school van te maken. Amy en Laurie vertellen Jo over hun voorgenomen huwelijk (4) en Marmee moedigt Jo aan door te gaan met haar leven ook al is Beth er niet meer (5) en Jo ziet in dat het opschrijven van haar jeugdherinneringen tot een interessant verhaal kan leiden: de geboorte van de roman Little Women (6).
Op de dag van Amy en Lauries bruiloft komt professor Bhaer naar Concord en verklaart zijn gevoelens voor Jo aan haar (7). Jo accepteert zijn verzoek. Vervolgens vertelt hij haar dat de uitgever het manuscript van Little Women wil uitgeven, Jo kan haar geluk niet op (8).

## Prijzen (Broadway-versie)
- Sutton Foster was genomineerd voor een Tony Award en Drama Desk Award voor beste resp. superieure hoofdrol in een Musical
- Maureen McGovern was genomineerd voor een Drama Desk Award als superieure bijrol in een musical.
- Tevens was de musical genomineerd voor een Drama Desk Award in de categorie orkestraties.